# Зачарована Десна (фільм)
«Зачарована Десна» (рос. «Зачарованная Десна») — радянський художній фільм 1964 року, кіноповість за однойменним твором Олександра Довженка. Знятий українською режисеркою Юлією Солнцевою на кіностудіях «Мосфільм» та ім. Олександра Довженка.

## Сюжет
Фільм складається з двох частин: у першій оповідається про дитячі роки кінорежисера Олександра Довженка; у другій наведені спогади та міркування немолодого полковника, який в ході німецько-радянської війни звільняє рідне село.

## У ролях
- Євген Самойлов — письменник (Олександр Петрович, полковник)
- Вова Гончаров — Сашко
- Євген Бондаренко — батько
- Зінаїда Кірієнко — мати Одарка
- Борис Андреєв — дід Платон
- Іван Переверзєв — начальник будівництва
- Ія Маркс — прабаба
- Дмитро Орловський — дід Семен
- Григорій Заславець — Славка
- Володимир Гусєв — Петро Колодуб, капітан
- Анатолій Юшко — Дробот
- В'ячеслав Воронін — Борис Троянда
- Іван Жеваго — отець Кирило
- Борис Юрченко — дяк Лука
- Володимир Перепелюк — бандурист

### В епізодах
- Мотеюс Валанчус
- В. Волков
- Ф. Гладков
- Михаил Гладыш — Макар, жандарм
- М. Засеєв
- К. Ларченко
- М. Леонтьєв
- А. Павлова
- А. Романенко
- М. Сердюк
- Валентин Черняк

## Творча група
- Режисер-постановник — Юлія Солнцева
- Головний оператор — Олексій Темерін
- Головний художник — Олександр Борисов
- Режисер — Л. Базов
- Композитор — Гаврило Попов
- Звукорежисер — Л. Булгаков
- Диригент — Григорій Гамбург